# Фахруддин Ираки
Фахруддин Ираки (араб. فخر الدين العراقي‎; 1213, Хамадан — 1289, Дамаск) — персидский поэт-мистик, последователь экстатического суфизма. Автор поэмы «Книга влюблённых» («Ушшак-наме»), одного из первых персидских поэтических трактатов о мистической любви.

## Биография
Вёл жизнь странствующего дервиша, много путешествовал по Ближнему и Среднему Востоку. Его поэтическое творчество отразило его концепцию мистического познания Аллаха. Ираки принадлежал к особому направлению мистической практики — «созерцание отроков» («назар иля’ль-мурд»), сторонники которой считали лицезрение красоты в физических формах одним из способов постижения Божественной красоты.

## Труды
Перу Ираки принадлежит также собрание лирических произведений (диван), включающее касыды, газели, строфические стихи и рубаи. О популярности газелей поэта свидетельствуют поэтические «ответы» ему Саади и Хафиза.
Поэма Фахруддин Ираки «Книга влюблённых», состоящая из 10 глав (2-е название — «Десять глав»), содержит рассказы, иллюстрирующие мистико-философские рассуждения. «Книга влюблённых» стала образцом «книг о любви» («ишкнаме») и вызвала множество подражаний.